# Coryphostoma
Coryphostoma es un género de foraminífero bentónico de la familia Fursenkoinidae, de la superfamilia Fursenkoinoidea, del suborden Buliminina y del orden Buliminida. Su especie tipo es Bolivina plaitum. Su rango cronoestratigráfico abarca desde el Cenomaniense (Cretácico superior) hasta la Actualidad.

## Discusión
Clasificaciones previas incluían Coryphostoma en el suborden Rotaliina del orden Rotaliida.

## Clasificación
Coryphostoma incluye a las siguientes especies:
- Coryphostoma bekensis
- Coryphostoma clippertonensis
- Coryphostoma karljukensis
- Coryphostoma paleocenica
- Coryphostoma plaitum
- Coryphostoma pseudodigitalis
- Coryphostoma spissus
- Coryphostoma zanzibarica

Otra especie considerada en Coryphostoma es:
- Coryphostoma spinescens, aceptado como Cassidelina spinescens